# أثر جائحة فيروس كورونا على قطاع النقل العام

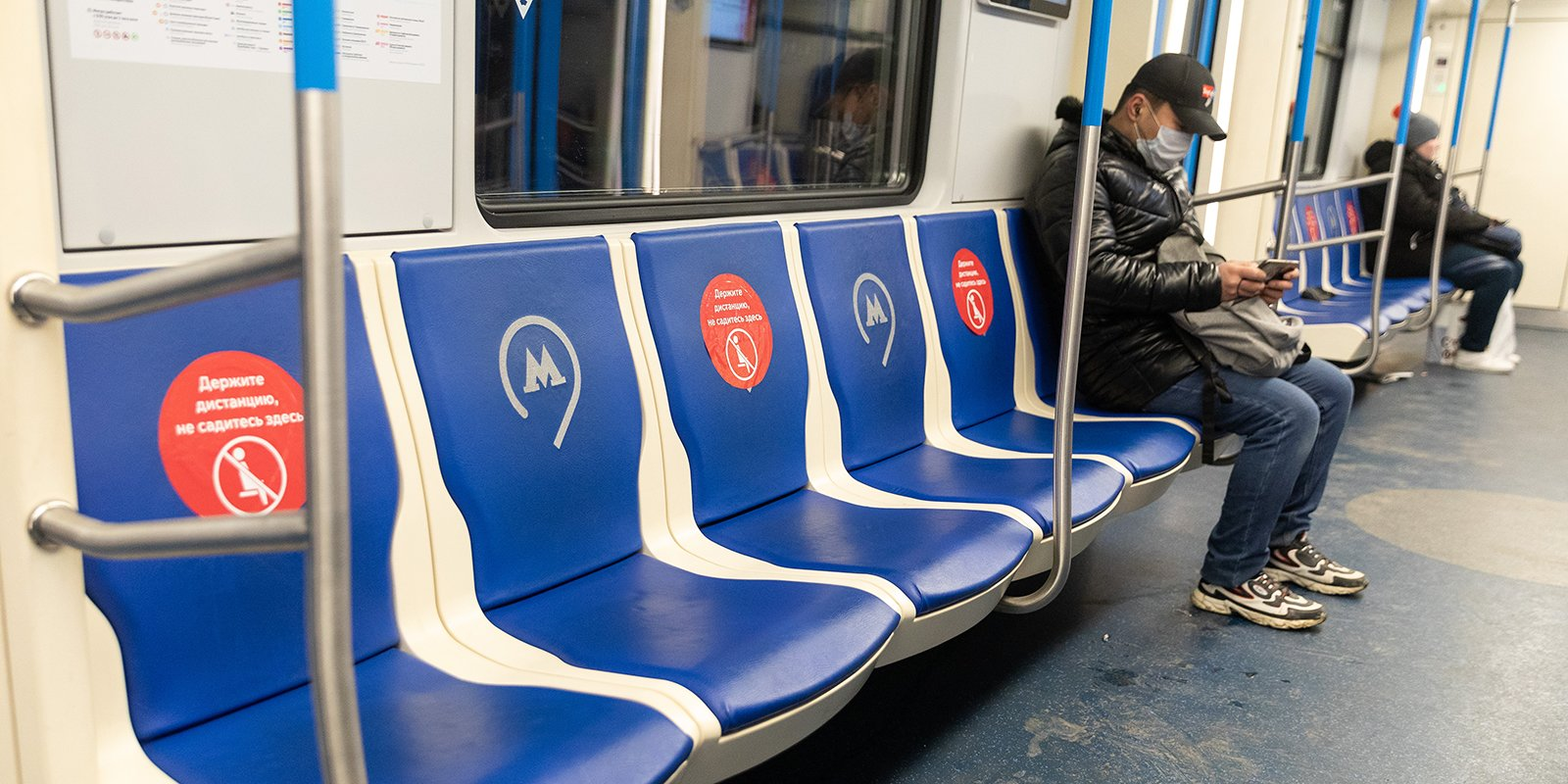
الملصقات الحمراء الموضوعة في كل مقعد آخر في قطار موسكو تشجع على الابتعاد الاجتماعي

كان لجائحة فيروس كورونا 2019-20 تأثير كبير على النقل العام، حيث أدى استخدام وسائل النقل العام إلى انتشار كوفيد-19.

## آسيا

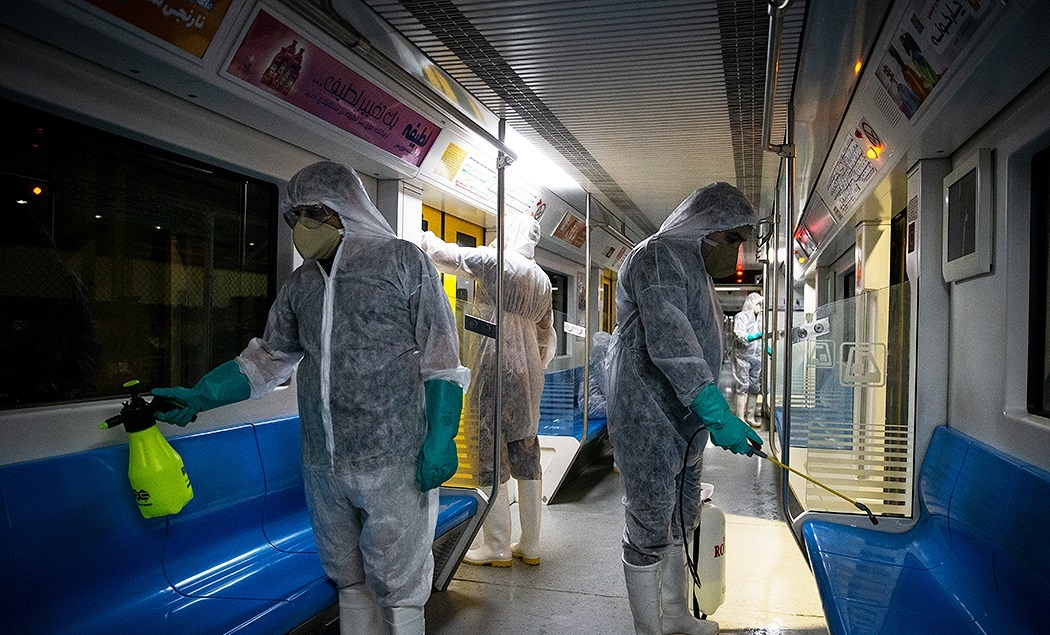
تطهير قطارات مترو طهران ضد فايروس كورونا

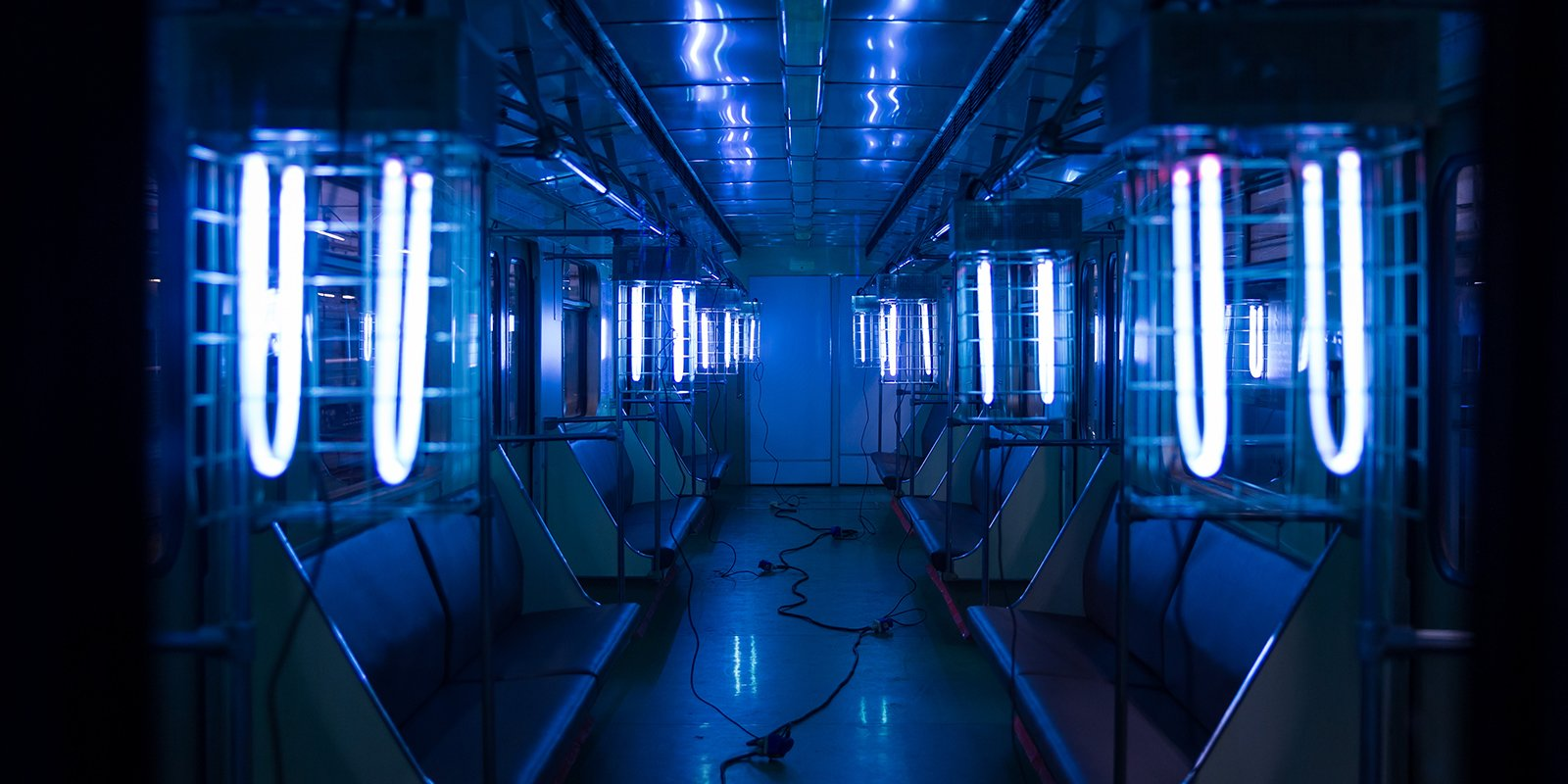
تستخدم مصابيح الأشعة فوق البنفسجية لتطهير القطارات في موسكو ، روسيا

أغلقت مدينة ووهان الصينية جميع وسائل النقل العام (البري مثل القطارات والحافلات، والجوي مثل الطائرات) في كانون الثاني 2020.
أعلنت ولايات هندية مختلفة عن إغلاق وسائل النقل العام بشكل جزئي وتدريجي على المستوى المحلي وعلى مستوى الولاية في وقت مبكر من 11 مارس 2020. كما لوحظ في الهند إغلاقًا تامًا يشمل جميع القطارات والحافلات وشركات الطيران والسيارات وعربات السيارات لمدة 14 ساعة في 22 آذار 2020. تم الإعلان عن إغلاق كامل على الصعيد الوطني لمدة ثلاثة أسابيع (21 يومًا) بدءًا من منتصف ليل آذار 2020.
طبقت القيود على وسائل النقل العام في جاكرتا، إندونيسيا.
في الفلبين، أوقفت لوزون وسائل النقل العام.

## أوروبا

### فرنسا
بناء على البيانات الصادرة عن ترانزت (Transit)، شهدت فرنسا الانخفاض الأكبر في استخدام وسائل النقل العام، وشمل ذلك انخفاضًا بنسبة 92% في ليون وانخفاضًا بنسبة 85% في نيس.

### المملكة المتحدة
انخفضت خدمات الحافلات والطائرات والقطارات في المملكة المتحدة.

## شمال أمريكا

### كندا
بناء على البيانات الصادرة عن Transit ، انخفض الطلب على وسائل النقل العام في كندا بمعدل 83% في أواخر آذار مقارنة بالسنوات السابقة. في آذار، بدأت إدمونتون في استخدام جداول يوم السبت لجميع مساراتها 7 أيام في الأسبوع. في 1 نيسان، تم تخفيض الخدمة في كالجاري أيضا.
انخفض معدل الركوب على أكبر وكالتين للنقل العابر في منطقة تورونتو بنسبة 80-90٪ بحلول 13 نيسان،  وكلاهما قللا من خدماتهما أو توقف بعض الطرق. في 14 نيسان ترانسلينك قالوا انهم خسروا C $ 75 مليون في الشهر، وأنهم سوف يحتاجون تمويلا طارئا أو يضطروا لخفض كميات كبيرة من الخدمات المحلية  في مونتريال، مترو أبلغ عن انخفاض بنسبة 80٪ في أعداد الركاب في 26 آذار اذار. في الضاحية الشمالية لافال، قطعت المحكمة 45٪ من خدمة الحافلات المحلية.

### الولايات المتحدة الأمريكية

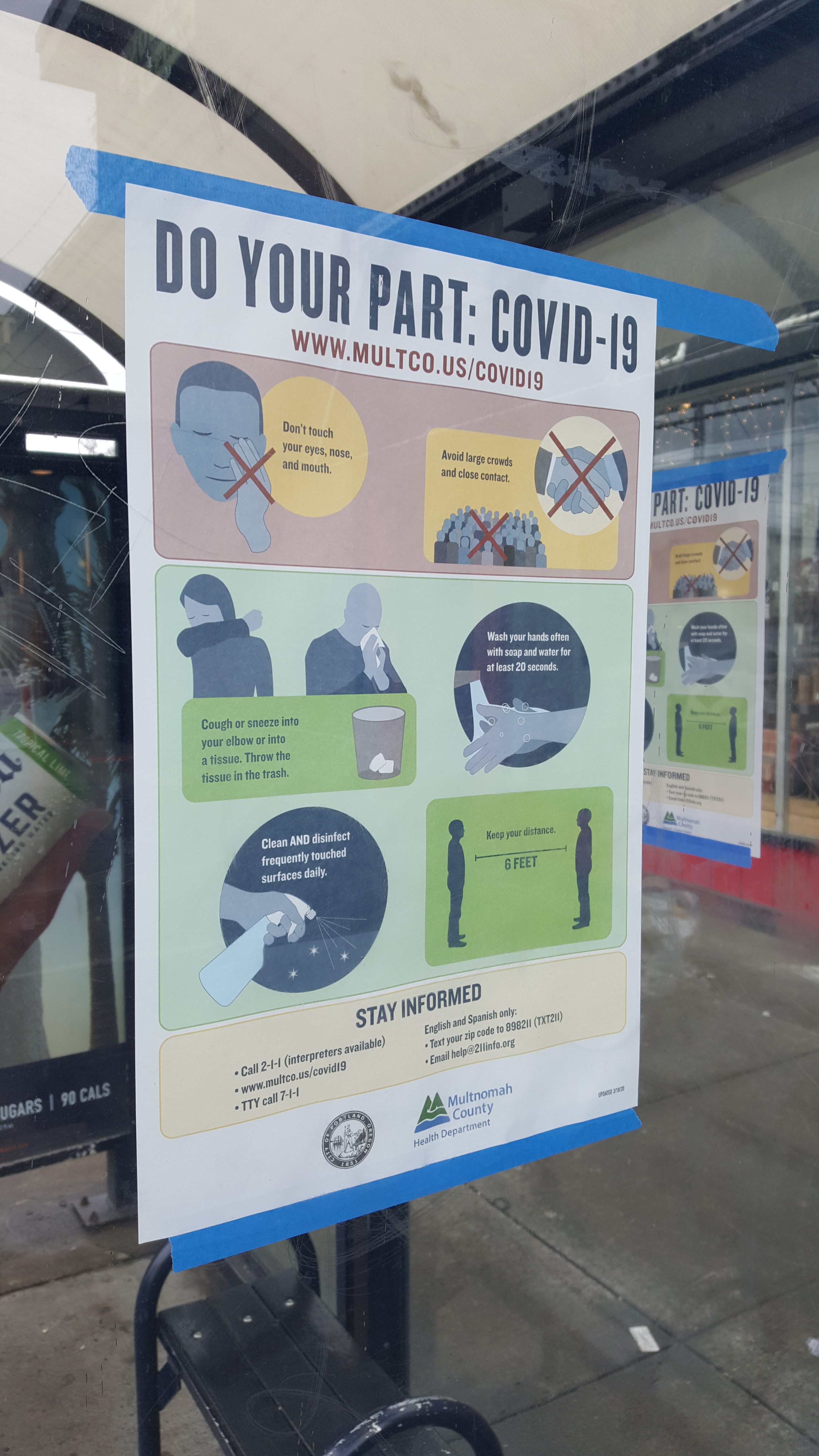
علامة COVID-19 في محطة حافلات TriMet في بورتلاند ، أوريغون

وفقًا لتقنية الحكومة، «دفعت الانخفاض الحاد في الركوب خلال الأزمة أنظمة النقل العام في جميع أنحاء الولايات المتحدة نحو ضائقة مالية عميقة». كيم هارت من <i id="mwXA">أكسيوس</i> كتب: «تمر أنظمة النقل العام في أنحاء البلاد بثلاثة أمور مؤلمة : انهيار في حركة النقل، وانخفاض في مصادر التمويل، ولن يعود النقل الجماعي مرة أخرى بعد الوباء بنفس سرعة وسائل النقل الأخرى».
في ديترويت، تم إلغاء خدمات الحافلات بعد ان رفض السائقون العمل.
ذكرت The Verge انخفاضًا بنسبة 18.65 ٪ في نسبة الركوب على نظام مترو الأنفاق في مدينة نيويورك في 11 آذار مقارنةً بالسنة السابقة. وانخفضت نسبة ركوب الحافلات في المدينة بنسبة 15% ، وانخفضت نسبة الركوب على طريق لونغ آيلاند للسكك الحديدية بنسبة 31% ، وانخفضت قيادة مترو نورث بنسبة 48%.
في 7 نيسان، طلبت وكالة SEPTA من مستخدمي الترانزيت فيلادلفيا ارتداء أقنعة الوجه بدءًا من 9 نيسان. وقالت الوكالة في 13 نيسان أن القاعدة لن تطبق.
شهد Sound Transit ، الذي يعمل في منطقة العاصمة سياتل، انخفاضًا بنسبة 25 % في الركوب في شباط مقارنة بشهر كانون الثاني، وشهد ركوب العبارات في المدينة انخفاضًا بنسبة 15% في 9 % مقارنة بالأسبوع السابق.

#### كاليفورنيا
في كاليفورنيا، طلب مسؤولو شركة كارسون من نظام النقل الميترو في لوس أنجلوس إيقاف خدمات الحافلات.
قام نظام سان دييغو متروبوليتان ترانزيت (MTS) بخفض خدمات الحافلات وعربات النقل بعد انخفاض عدد الركاب. قد لا يكون التصويت ممكنا على اقتراح MTS لتوسيع النقل العام في سان دييغو في عام 2020.
تم إغلاق معظم الخدمات في سان فرانسيسكو.